# Indy Lights 1999
Indy Lights 1999 vanns av Oriol Servià, trots att han inte vann ett enda race.

## Delsegrare
| Datum        | Bana        | Vinnare         |
| ------------ | ----------- | --------------- |
| 21 mars      | Homestead   | Mario Domínguez |
| 18 april     | Long Beach  | Philipp Peter   |
| 2 maj        | Nazareth    | Airton Daré     |
| 6 juni       | Milwaukee   | Derek Higgins   |
| 20 juni      | Portland    | Philipp Peter   |
| 27 juni      | Cleveland   | Derek Higgins   |
| 18 juli      | Toronto     | Geoff Boss      |
| 24 juli      | Michigan    | Philipp Peter   |
| 8 augusti    | Detroit     | Derek Higgins   |
| 22 augusti   | Chicago     | Scott Dixon     |
| 12 september | Laguna Seca | Didier André    |
| 30 oktober   | Fontana     | Jonny Kane      |

## Slutställning
| Plats | Förare          | Poäng |
| ----- | --------------- | ----- |
| 1     | Oriol Servià    | 130   |
| 2     | Casey Mears     | 116   |
| 3     | Philipp Peter   | 101   |
| 4     | Jonny Kane      | 89    |
| 5     | Scott Dixon     | 88    |
| 6     | Felipe Giaffone | 78    |
| 7     | Derek Higgins   | 76    |
| 8     | Didier André    | 74    |
| 9     | Guy Smith       | 71    |
| 10    | Airton Daré     | 69    |